# Carlos Vaz Ferreira
Pour les articles homonymes, voir Carlos Ferreira et Ferreira.
Carlos Vaz Ferreira, né le 15 octobre 1872 à Montevideo et mort le 3 janvier 1958 dans la même ville, était un philosophe, essayiste, homme de presse et écrivain uruguayen.
Sa pensée a été influencée d'abord par le positivisme de Herbert Spencer et, de façon considérable, par John Stuart Mill, puis William James et Henri Bergson.
Il était le frère de la poète María Eugenia Vaz Ferreira et, après la mort de celle-ci, fit publier deux volumes de ses œuvres.

## Œuvres
- Curso expositivo de Psicología elemental (1987)
- Ideas y Observaciones (1905)
- Los problemas de la libertad (1907)
- Conocimiento y acción (1908)
- Moral para los intelectuales (1908)
- El Pragmatismo (1909)
- Lógica viva (1910)
- Lecciones de pedagogía y cuestiones de enseñanza (1918)
- Sobre la propiedad de la tierra (1918)
- Sobre los problemas sociales (1922)
- Sobre feminismo (1933)
- Fermentario (1938)
- La actual crisis del mundo (1940)

## Iconographie
- Statues : Vaz Ferreira et Albert Einstein discutant sur un banc de parc, Plaza de los Treinta y Tres Orientales, Cordón, Montevideo.